# Heinrich Kronstein
Heinrich David Kronstein (geboren 12. September 1897 in Karlsruhe; gestorben 26. September 1972 in Frankfurt am Main) war ein deutscher Jurist, Rechtsanwalt und Hochschullehrer.

## Leben

### Kindheit, Ausbildung und Berufstätigkeit im Deutschen Reich
Kronstein stammte aus einer angesehenen und vermögenden jüdischen Familie aus Karlsruhe. Er leistete seinen Kriegsdienst im Ersten Weltkrieg und erlitt eine schwere Verwundung. Später nahm er ein Studium der Rechtswissenschaften in Heidelberg und Berlin auf. Kronstein promovierte 1924 bei Martin Wolff in Berlin. Danach wirkte er als Rechtsanwalt in Mannheim, wo er 1931 zusammen mit Wilhelm Zutt die „Sozietät Kronstein Zutt“ gründete und auf Patentrecht spezialisiert war. Bis 1935 konnte er noch als Anwalt in Deutschland arbeiten, u. a. an der Abwicklung des Verkaufs jüdischer Unternehmen („Arisierung“).:60

### Exil in den USA
Ende 1935 emigrierte Kronstein mit Familie in die USA und versuchte zunächst in New York City als Berater für ausländisches Recht zu arbeiten. Er studierte in New York ab 1936 erneut Jura (Columbia University) mit Abschluss Bachelor of Laws. 1939 zog er nach Washington, promovierte 1940 an der Georgetown University Law School in Washington ein zweites Mal, absolvierte 1941 das „bar exam“ für internationales Recht und wurde „Professor of Comparative Law“.:61
Im Brotberuf arbeitete Kronstein ab 1936 als freier Mitarbeiter für das Justizministerium der Vereinigten Staaten, und zwar als Übersetzer und Gutachter. 1941 wurde er, nach Erwerb der US-Staatsangehörigkeit, in Festanstellung zum Special Attorney ernannt.:61 Kronstein arbeitete zunächst oder überwiegend für die „Claims-Division“. Wegen seiner Spezialkenntnisse über Patentrecht und Patentkartelle und wegen seiner Herkunft aus Deutschland galt Kronstein im Justizministerium als Kartellexperte. Weil er nach Kriegseintritt der USA Bedenken hatte, deutsche Vermögenswerte konfiszieren zu müssen, wechselte er Anfang 1942 in die „Antitrust“-Abteilung unter Thurman Arnold. Bereits vorher war er für diese Abteilung tätig geworden: In der Senatskommission über Patentwesen sagte Kronstein im Januar 1940 aus, dass die kartellierte Wirtschaftsstruktur Deutschlands Hitler die Machtergreifung erleichtert hätte. Im Department of Justice war er außerdem Mitglied im sog. Kartellausschuss, der sich mit dem Wiederaufbau in Europa nach dem Krieg befasste.:61
Ab 1946 lehrte Kronstein als ordentlicher Hochschullehrer an der Georgetown University in Washington, D.C.

### Spätere Karriere in der Bundesrepublik Deutschland
Von 1951 bis 1965 lehrte Kronstein an der Juristischen Fakultät der Johann Wolfgang Goethe-Universität Frankfurt am Main. In den Jahren 1956/57 amtierte er dort als Ordinarius für Wirtschaftsrecht.
1967 wurde Kronstein das Bundesverdienstkreuz verliehen.

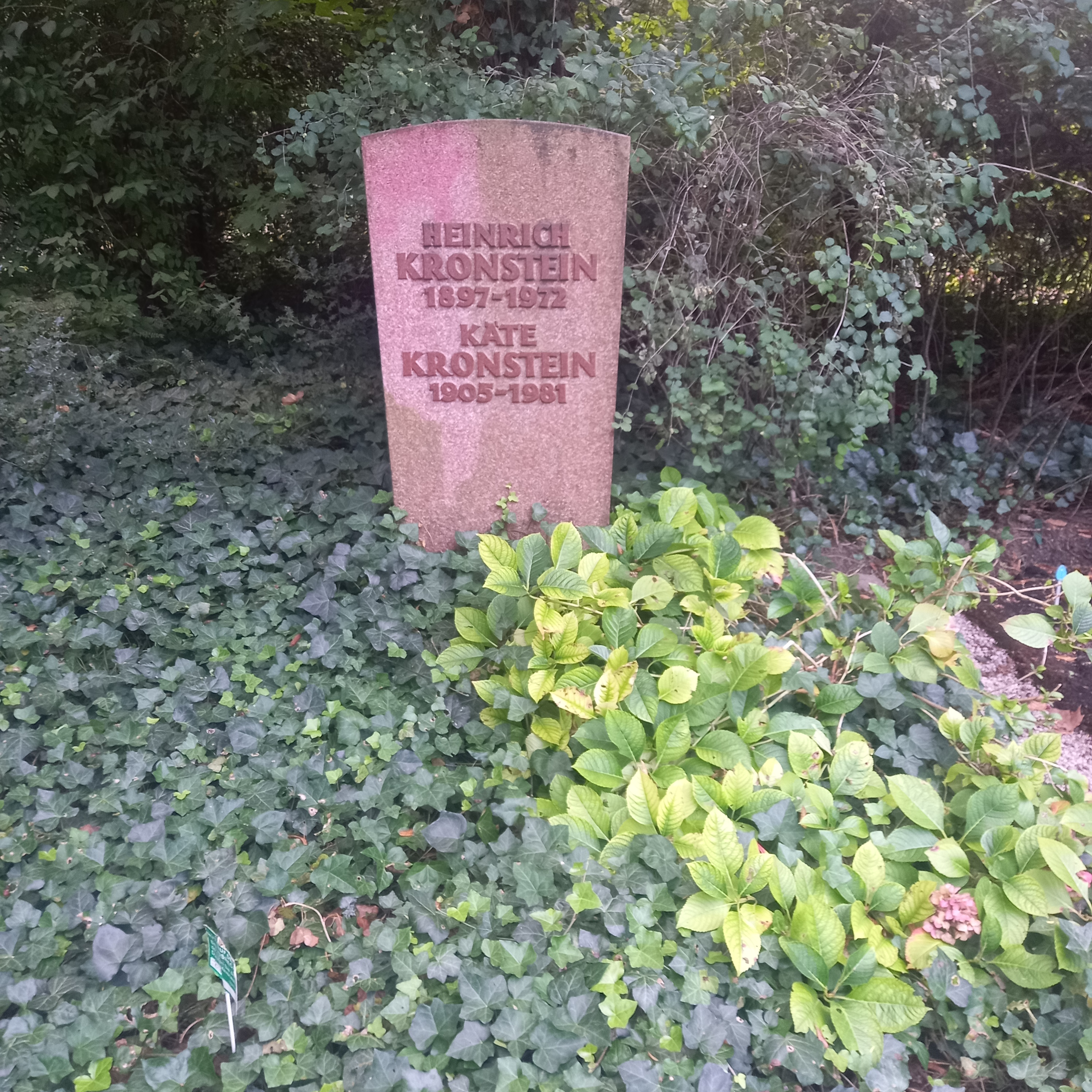
Das Grab von Heinrich Kronstein und seiner Ehefrau Käte (Käthe Rosalie) geborene Brodnitz auf dem Hauptfriedhof (Frankfurt am Main)